# Sophie Thémont
Sophie Thémont (Aat, 3 mei 1973) is een Belgisch politica voor de PS.

## Levensloop
Thémont, die een diploma in de marketing behaalde, ging aan de slag op verschillende ministeriële kabinetten en werd tevens bestuurder bij het Maison des Hommes, de sociale huisvestingmaatschappij van Flémalle. Ook werd ze parlementair medewerker van Waals Parlementslid Isabelle Simonis, tevens burgemeester van Flémalle. Toen Simonis van 2014 tot 2018 minister in de Franse Gemeenschapsregering was, werkte Thémont op haar kabinet als adviseur.
Sinds 2006 is ze voor de PS gemeenteraadslid van Flémalle. Van 2006 tot 2012 was Thémont er schepen en van 2012 tot 2022 eerste schepen. Als schepen was ze onder andere bevoegd voor Stedenbouw, Ruimtelijke Ordening en Economische Ontwikkeling. Bovendien was ze van 2014 tot 2018 waarnemend burgemeester van Flémalle, ter vervanging van Isabelle Simonis. In december 2022 nam Simonis ontslag als burgemeester van de stad, waarna Thémont werd aangesteld als haar opvolgster.
Bij de federale verkiezingen van mei 2019 stond Thémont als tweede opvolger op de PS-lijst in de kieskring Luik. Omdat verkozene Julie Fernandez Fernandez haar zetel in de Kamer van volksvertegenwoordigers niet opnam, kwam ze alsnog in de Kamer terecht. Ze werd er actief in de commissie Sociale Zaken en zette mee haar schouders onder de uitbreiding van het vaderschapsverlof en de afschaffing van het plafond om toegang te krijgen tot de Dienst voor Alimentatievorderingen. Bij de federale verkiezingen van juni 2024 werd Thémont vanop de tweede plaats bij de effectieven herkozen in de Kamer.